# تئودبالد
تئودبالد (به فرانسوی: Théodebald یا Thibaud، به آلمانی: Theudowald) (زادهٔ پیرامون ۵۳۵ - مرگ ۵۵۵) پادشاه مروونژیایی رنس از ۵۴۷ (یا ۵۴۸) تا ۵۵۵ بود.

## زندگینامه
تئودبالد پسر تئودبرت یکم و دئوتریا بود که پس از مرگ پدرش در ۵۴۷ یا ۵۴۸ به پادشاهی رسید. او در این زمان سیزده سال بیشتر نداشت و پسری بیمار بود، اما وفاداری نجیب‌زادگان به یاد و خاطرهٔ پدرش سبب شد تا دوران فرمانروایی تئودبالد به‌دور از جنگ و درگیری داخلی سپری شود. همچنین ازدواج او با والدرادا، دختر پادشاه لمباردی به تحکیم اتحاد میان دو پادشاهی انجامید.
با وجود این تئودبالد در مدت حکومتش نشان داد که توانایی ادامهٔ سیاست‌های پویای پدرش به‌ویژه در ایتالیا را ندارد و دیری نپایید که فتوحات پدرش در شمال ایتالیا را از دست داد. او در عین حال همچون پدرش از رویارویی مستقیم با ارتش ژوستینین یکم، امپراتور بیزانس در سال ۵۵۲ خودداری ورزید.
تئودبالد که برای مدتی طولانی بیمار بود سرانجام در سال ۵۵۵ درگذشت. او هیچ پسری نداشت و در نتیجه قلمروی پادشاهیش به عموی بزرگش کلوتار یکم رسید. کلوتار نیز به‌نوبهٔ خود با یکی‌کردن دیگر پادشاهی‌ها اندکی بعد به‌عنوان پادشاه تمامی فرانک‌ها بر تخت سلطنت نشست.